# James Haskell
James Andrew Welbon Haskell (Windsor, 2 aprile 1985) è un ex rugbista a 15 britannico, che ricopriva principalmente il ruolo di terza linea ala e, talora, quello di terza centro. A livello internazionale ha giocato 77 incontri per l'Inghilterra.

## Biografia
Nato a Windsor, nel Berkshire, Haskell compì gli studi dapprima ad Ascot, poi a Wellington; sempre nel Berkshire entrò nelle giovanili del Maidenhead RC, e successivamente degli Wasps.
Pur essendo entrato presto nel giro della Nazionale (militò nelle selezioni U-18, U-19 e U-21), non entrò in quella maggiore prima del 2007, nel Sei Nazioni.
Con la rinuncia del suo compagno di club - e collega di reparto - Lawrence Dallaglio, Haskell divenne prima scelta nel ruolo di terza ala ma anche di terza centro in Nazionale, con la cui maglia disputò quattro incontri del Sei Nazioni 2008; da allora è divenuto di fatto titolare fisso, avendo disputato tutti i test match (estivi e autunnali) e i Sei Nazioni a tutto il 2010.
A livello di club ha vinto una Coppa Anglo-Gallese, e si è laureato due volte campione d'Inghilterra (2004 e 2005) e una volta campione d'Europa (2004 e 2007); tutti i trofei sono stati vinti con gli Wasps.
Del febbraio 2009 fu l'annuncio della firma di un accordo biennale di Haskell con lo Stade français a partire dalla stagione 2009-10.
Terminato l'accordo con i francesi Haskell si trasferì in Giappone ai Black Rams per la stagione 2011-12 e, a novembre 2011, firmò un contratto per una stagione di Super 15 con i neozelandesi Highlanders; al termine dell'esperienza nel campionato SANZAR è tornato al Wasps dove tuttora milita; ha preso parte alla Coppa del Mondo di rugby 2011 in Nuova Zelanda e a seguire a quella del 2015 in Inghilterra.

## Palmarès
- Premiership: 3
London Wasps: 2003-04, 2004-05, 2007-08.
- Coppe Anglo-Gallesi: 1
London Wasps: 2005-06
- Heineken Cup: 1
London Wasps: 2006-07